# Роджер Бленч
Роджер Бленч (англ. Roger Blench, нар. 1953) — британський лінгвіст, фахівець з етнічної музики, антрополог. Магістр і доктор Кембриджського університету, живе в Кембриджі. Незважаючи на численні наукові публікації, не викладає, а працює приватним консультантом.
Є визнаним експертом з мов Африки.
Основною сферою інтересу Бленча в лінгвістиці є нігеро-конголезькі мови. Він також досліджував ніло-сахарські й афразійські мови, а також опублікував ряд робіт по інших мовних сім'ях і мовах, що зникають.
Автор багатьох публікацій з проблем на стику лінгвістики та археології, головним чином в Африці, але з недавнього часу також у Східній Азії. Наразі бере участь в довгостроковому проекті щодо документації мов Центральної Нігерії.
Активно співпрацював з професором Кей Вільямсон, а після смерті останньої в січні 2005 р. очолив Освітній фонд Кей Вільямсон, однією з мет якого є фінансування вивчення нігерійських мов.
Також проводив дослідження і оцінки заходів міжнародного співробітництва в різних країнах світу, є консультантом лондонського Інституту заморського розвитку).

## Твори
- 1992. Crozier, D. H. & Blench, R. M. An Index of Nigerian Languages. Abuja: Language Development Centre; Ilorin: University of Ilorin; Dallas SIL. ISBN 0-88312-611-7
- 1997. Blench, R. M. & Spriggs, M., eds. Archaeology and Language I: theoretical and methodological orientations. London: Routledge. ISBN 0-415-11760-7
- 1998. Blench, R. M. & Spriggs, M., eds. Archaeology and Language II: correlating archaeological and linguistic hypotheses. London: Routledge. ISBN 0-415-11761-5
- 1999a. Blench, R. M. & Spriggs, M., eds. Archaeology and Language III: Artefacts, languages, and texts. London: Routledge. ISBN 0-415-10054-2
- 1999b. Blench, R. M. & Spriggs, M., eds. Archaeology and Language, IV: language and cultural change transformation. London: Routledge. ISBN 0-415-11786-0
- 2000. Blench, R. M. & MacDonald, K. C., eds. The Origin and Development of African Livestock. London: University College Press.
- 2005. Sagart, L.; Blench, R. M. & Sanchez-Mazas, Alicia, eds. The Peopling of East Asia. London: Routledge. ISBN 0-415-32242-1
- 2006. Archaeology, Language, and the African Past. AltaMira Press. ISBN 0-759-10465-4
- 2008. Sanchez-Mazas, Alicia; Blench, R. M. et al., eds. Human Migrations in Continental East Asia and Taiwan: matching archaeology, linguistics and genetics. London: Routledge.